# Alleinunterhalter

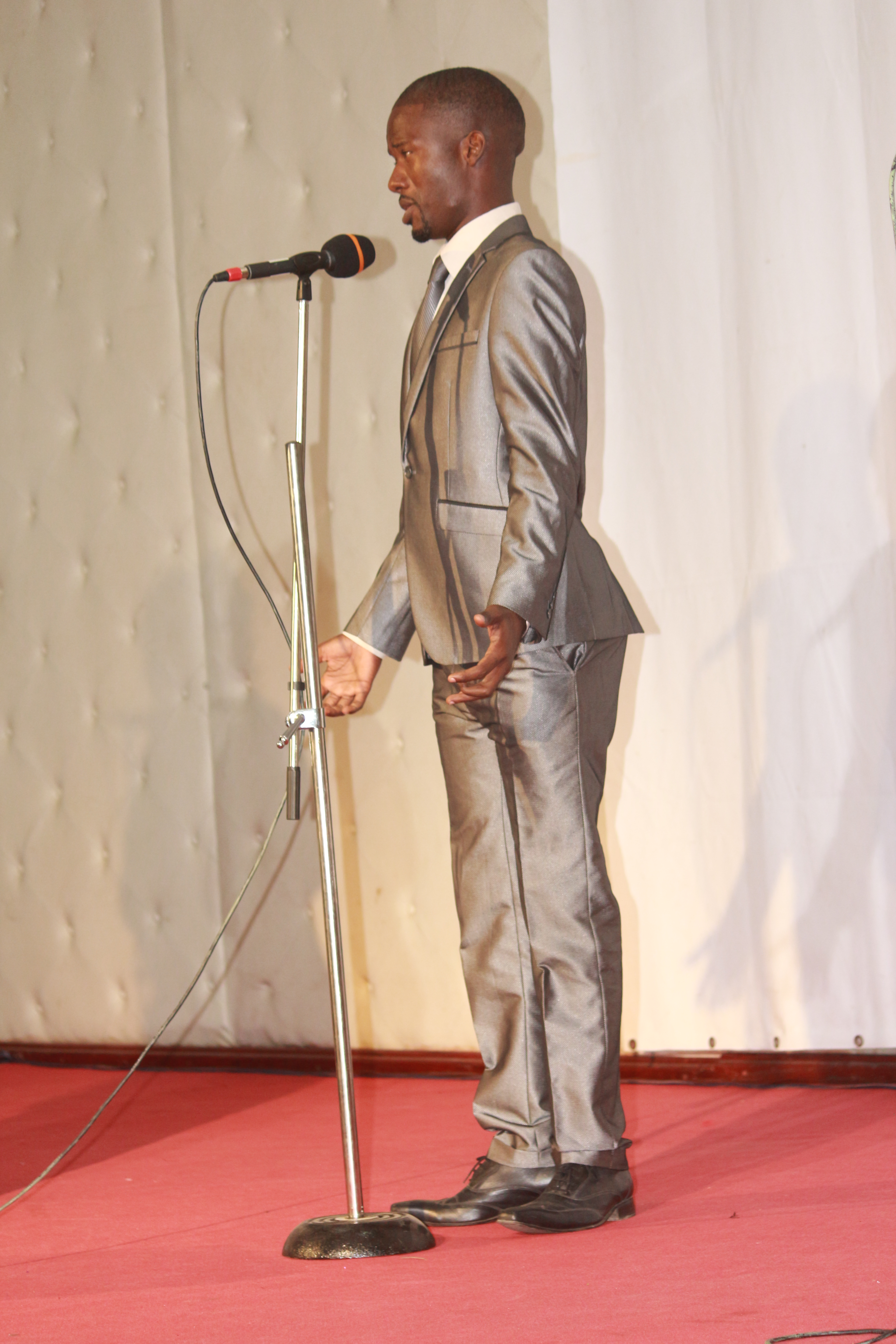
Alleinunterhalter in Douala (Kamerun)

Ein Alleinunterhalter ist ein Unterhaltungskünstler, der ohne Mitwirkung anderer Personen ein Unterhaltungsprogramm darbietet. Das Programm des Alleinunterhalters, auch als One-Man-Show bzw. One-Woman-Show bezeichnet, kann unter anderem aus Wortdarbietungen (Rezitation, Conférence, Comedy, Kabarett) und musikalischen Darbietungen bestehen. In den meisten Fällen handelt es sich bei Alleinunterhaltern um Musiker, dies ist jedoch nicht immer der Fall. Wenn Musik dargeboten wird, geschieht dies häufig in Form von Gesang oder mit mobilen Instrumenten wie einer Gitarre, einem Keyboard bzw. einer elektronischen Orgel, einem Akkordeon oder einer Mundharmonika. Oft wird in Alleinunterhalter-Programmen das Publikum einbezogen, was zum Beispiel in Form eines Quiz geschehen kann.
Alleinunterhalter-Programme werden häufig in Gaststätten, bei Familienfesten oder Firmenfeiern, auf Kirchweihen, Märkten und bei ähnlichen Gelegenheiten präsentiert. Die deutschsprachige Bezeichnung Alleinunterhalter weist daher eine niedrigere Stilebene auf als das englischsprachige Pendant (Solo-)Entertainer.  
Alleinunterhalter gibt es in etwas größerer Verbreitung etwa seit den 1920er Jahren. Eine Wurzel des Alleinunterhalters liegt im amerikanischen Varieté der 1920er und 1930er Jahre; dort gestaltete der Solo-Entertainer die Zeiten zwischen den ‚Vorhängen‘.
Meist sind Alleinunterhalter Selbstständige, die ihre Tätigkeit im Nebenjob ausüben, insbesondere abends und an Wochenenden oder Feiertagen.